# Das Stacheltier
 (août 2023).
La mise en forme du texte ne suit pas les recommandations de Wikipédia : il faut le « wikifier ».
Les points d'amélioration suivants sont les cas les plus fréquents. Le détail des points à revoir est peut-être précisé sur la page de discussion.
- Les titres sont pré-formatés par le logiciel. Ils ne sont ni en capitales, ni en gras.
- Le texte ne doit pas être écrit en capitales (les noms de famille non plus), ni en gras, ni en italique, ni en « petit »…
- Le gras n'est utilisé que pour surligner le titre de l'article dans l'introduction, une seule fois.
- L'italique est rarement utilisé : mots en langue étrangère, titres d'œuvres, noms de bateaux, etc.
- Les citations ne sont pas en italique mais en corps de texte normal. Elles sont entourées par des guillemets français : « et ».
- Les listes à puces sont à éviter, des paragraphes rédigés étant largement préférés. Les tableaux sont à réserver à la présentation de données structurées (résultats, etc.).
- Les appels de note de bas de page (petits chiffres en exposant, introduits par l'outil «  Source ») sont à placer entre la fin de phrase et le point final[comme ça].
- Les liens internes (vers d'autres articles de Wikipédia) sont à choisir avec parcimonie. Créez des liens vers des articles approfondissant le sujet. Les termes génériques sans rapport avec le sujet sont à éviter, ainsi que les répétitions de liens vers un même terme.
- Les liens externes sont à placer uniquement dans une section « Liens externes », à la fin de l'article. Ces liens sont à choisir avec parcimonie suivant les règles définies. Si un lien sert de source à l'article, son insertion dans le texte est à faire par les notes de bas de page.
- La présentation des références doit suivre les conventions bibliographiques. Il est recommandé d'utiliser les modèles {{Ouvrage}}, {{Chapitre}}, {{Article}}, {{Lien web}} et/ou {{Bibliographie}}. Le mode d'édition visuel peut mettre en forme automatiquement les références.
- Insérer une infobox (cadre d'informations à droite) n'est pas obligatoire pour parachever la mise en page.

Pour une aide détaillée, merci de consulter Aide:Wikification.
Si vous pensez que ces points ont été résolus, vous pouvez retirer ce bandeau et améliorer la mise en forme d'un autre article.
 (août 2023).
Das Stacheltier est une série de courts métrages satiriques produits en Allemagne de l'Est entre 1953 et 1964 par la DEFA. Ils avaient vocation à être projetés dans les salles avant les actualités ou le film principal.
Beaucoup de réalisateurs y contribuèrent. On peut citer Frank Beyer, Erwin Geschonneck, Gisela May, Rudolf Wessely, Otto Tausig, Peter Sturm, Rolf Herricht et Heinz Schubert.

## Liste des films
| Année |         | Titre                                                                             | Réalisateurs                   | Date de sortie   |     |
| ----- | ------- | --------------------------------------------------------------------------------- | ------------------------------ | ---------------- | --- |
| 1955  | 042     | Das Stacheltier: Hoch die Tassen                                                  | Harald Röbbeling               | 1er avril 1955   | s/w |
| 1955  | 051     | Das Stacheltier: Es geht um die Wurst                                             | Harald Röbbeling               | 9 septembre 1955 | s/w |
| 1956  | 073/074 | Das Stacheltier: Der weiche Artur                                                 | Kurt Jung-Alsen                | 7 septembre 1956 | s/w |
| 1957  | 105     | Das Stacheltier: Das Gesellschaftsspiel – Eine unglaubliche Geschichte oder? (de) | Frank Beyer                    | 31 décembre 1957 | s/w |
| 1957  | 106/107 | Das Stacheltier: Fridericus Rex – Elfter Teil                                     | Frank Beyer                    | 26 août 1957     | s/w |
| 1958  |         | Der junge Engländer                                                               | Gottfried Kolditz              | 31 octobre 1958  | s/w |
| 1959  |         | Das Stacheltier: Krawatzke zur Kur                                                | Hans Dieter Mäde               | 3 juillet 1959   | s/w |
| 1961  |         | Das Stacheltier: Ein Pferd müßte man haben (de)                                   | Heinz Thiel                    | 7 avril 1961     | s/w |
| 1963  |         | Das Stacheltier: Unglaublich                                                      | Hans-Günter Kaden/Bodo Schmidt | 16 août 1963     | s/w |